# Pardosa rugegensis
Pardosa rugegensis este o specie de păianjeni din genul Pardosa, familia Lycosidae. A fost descrisă pentru prima dată de Strand, 1913. Conform Catalogue of Life specia Pardosa rugegensis nu are subspecii cunoscute.